# Rosalind Chaová
Rosalind Chaová (* 23. září 1957 Anaheim, Kalifornie) je americká herečka, manželka herce Simona Templemana.
Narodila se v Anaheimu rodičům čínského původu, kteří tam úspěšně provozovali restauraci. Chaová se herectví věnuje již od svých pěti let, zprvu působila v kalifornské Pekingské opeře, později začala vystupovat v televizních reklamách či hostovala v seriálech. Jejími prvními většími rolemi byla nejstarší dcera krále v sitcomu Anna and the King (1972) a účinkování v jiném sitcomu Here's Lucy v první polovině 70. let.
Následně z herecké oblasti odešla a vystudovala žurnalistiku na University of Southern California. Poté rok strávila jako autorka rozhlasových zpráv, nicméně se k herectví brzy vrátila. Oslovil ji producent Burt Metcalfe, který ji obsadil do role Jihokorejky Soon-Lee v seriálu M*A*S*H (1983). Jako Soon-Lee se Chaová objevila ve dvou dílech seriálu, přičemž v závěrečném dílu, „Nashledanou, sbohem a amen“, nejsledovanější seriálové epizodě historie, si její postava vzala Maxwella Klingera. V této roli pokračovala i v navazujícím seriálu M*A*S*H - co bylo potom (1983–1984).
V letech 1991 a 1992 hrála japonskou exobotaničku Keiko O'Brienovou (rozenou Išikawaovou) ve sci-fi seriálu Star Trek: Nová generace (celkem osm epizod) a následně v letech 1993 až 1999 stejnou postavu v seriálu Star Trek: Stanice Deep Space Nine (19 epizod).
Dále hostovala například v seriálech To je vražda, napsala, Můj přítel Monk nebo Kriminálka Las Vegas a hrála ve filmech, jako jsou např. Neviditelný na útěku, Klub šťastných žen, Milostná aféra, Všude dobře, doma nejlíp, Linie násilí, Jak přicházejí sny, Já jsem Sam, Mezi námi děvčaty či A co když je to pravda?.